# Charles Delelienne
Charles Jean Joseph Delelienne (25 februari 1892 - Barnet, 6 februari 1984) was een Belgisch hockeyer.

## Levensloop
Delelienne was actief bij Ling Universitas HC. Daarnaast maakte hij deel uit van het Belgisch hockeyteam dat brons behaalde op de Olympische Zomerspelen van 1920 te Antwerpen.
Van 1952 tot 1964 maakte hij deel uit van de FIH-raad.